# ユートピア (マーベル・コミック)
「ユートピア」（"Utopia"）は、マット・フラクションが脚本を執筆し、マーベル・コミックが出版したX-MENとダークアベンジャーズを中心とするコミックのクロスオーバーストーリーアークである。クロスオーバーの1号目は2009年6月に発売された。
ストーリーはサンフランシスコのミュータント暴動と反ミュータント運動を切っ掛けにノーマン・オズボーンが結成したダークX-MENとダークアベンジャーズに立ち向かうX-MENが描かれる。

## 出版史
コアストーリーは『ダークアベンジャーズ』誌と『アンキャニィX-MEN』誌で展開され、その始まりと終わりはワンショットの『ユートピア』及び『エクソダス』で描かれ、脚本はマット・フラクションがブライアン・マイケル・ベンディスのコンサルティングのもとで執筆する。コアストーリーの読み順は以下の通りである:
- チャプター1: Dark Avengers/Uncanny X-Men: Utopia #1 (ワンショット)
- チャプター2: Uncanny X-Men #513
- チャプター3: Dark Avengers #7
- チャプター4: Uncanny X-Men #514
- チャプター5: Dark Avengers #8
- チャプター6: Dark Avengers/Uncanny X-Men: Exodus #1 (ワンショット)
- エピローグ: Dark X-Men: The Confession #1 (ワンショット)
- アフターマス: Dark Reign: The List - X-Men #1 (ワンショット)

この他にストーリーラインの補完として全3号のアンソロジー・リミテッドシリーズ『ダークX-MEN: ビギニング』がジェームズ・アスムスとポール・コーネルの脚本で製作された。ストーリーはダークX-MENに加入した面々のそれぞれの理由を説明するものである。
他にマイク・カリー脚本の『X-MEN: レガシー』第226-227号ではX-MENとダークアベンジャーズの戦闘の際のローグとガンビットの視点が描かれる。これは『X-MEN: レガシー アニュアル』で始まるシリーズの新たな方向性の序幕である。
メインストリーラインは同じくマット・フラクション脚本の『Dark Reign: The List - Uncanny X-Men』に繋がり、さらにその後『アンキャニィX-MEN』のアークへと続く。ワンショット『ダークX-MEN: コンフェッション』は『X-フォース』のクリス・ヨストとクレイグ・カイルが脚本を執筆した。

## 背景設定
「メサイア・コンプレックス」でサイクロップスはウルヴァリンに強行専門の分隊X-フォースを極秘のうちに結成させ、彼はこれを他のX-MENはおろか共同リーダーで恋人のエマ・フロストにすら伝えなかった。一方でワンショット『シークレット・インベージョン: ダークレイン』で、ノーマン・オズボーンはカバルの初会合でフロストに彼女が従順にするならばサンフランシスコのミュータントコミュニティに手を出さないと約束する。フロストはサイクロップスに自身がカバルに所属したことを話さなかった。これらの秘密のせいで2人の関係に亀裂が入りかけたが、最終的には真実を話し合い、今後隠し事をしないことを約束した。
一方で「メサイア・コンプレックス」の冒頭で新しいミュータントの子供が生まれたアラスカのクーパーズタウンは、それを巡るマローダーズとピュリフィアーズの争いにより壊滅する。その後、オリジナルのセンチネルの発明者でボリバー・トラスクの兄弟で自身も過激な反ミュータント活動家であるサイモン・トラスクはミュータントの出産を制限する法律の成立を呼びかける。トラスクの影響は反ミュータント法を支持する多くの州に広がり、そして次第にミュータントコミュニティに混乱を引き起こし始めた。

## プロット

### チャプターI
トラスク率いる反ミュータント団体「ヒューマニティ・ナウ」の勢いはサンフランシスコで最高潮に達する。彼らは市庁舎へと向かう途中、X-MENの一部メンバーと衝突し、暴動へと発展する。結局、警察の介入により暴動は一時中断し、ハンク・マッコイが逮捕される。X-MENは騒動の収拾をつけるためにサンフランシスコに現れるが、同じく到着したノーマン・オズボーンが即席の記者会見を開く。彼は自らが暴動を終わらせ、そしてプロフェッサーXを協力者として迎えていることを発表する。両者はスコット・サマーズの出頭と彼のミュータント・コミュニティの指導者の立場の放棄を求めるが、彼は拒否する。オズボーンはダークアベンジャーズを街に出動させ、X-MEN狩りを命じる。監獄の中でビーストは頭の中で何者かの声を聞き、それは別の房に入っている負傷した本物のチャールズ・エグゼビアであることが判り、彼はオズボーンに力を奪われたと主張する。

#### 『X-MEN: レガシー』
一方でローグ、ガンビット、デンジャーはサンフランシスコに行って他のX-MENを再編成することを決定する。その道中、3人は飛行機に乗り込んできたピクシーにより街中へとテレポートされ、ミュータントを巡る暴動で街が混沌としている有様を目の当たりにする。サイクロップスは3人を街中で行方不明くとなっている生徒たちの捜索、保護に向かわせる。任務中、ローグは新ミズ・マーベルに遭遇して戦闘となるが、彼女の透過能力に対応できずに離脱する。その後ローグはアレスとの戦闘で負傷したガンビットとデンジャーと合流する。彼女はアレスに触れて彼のパワーの半分ほどを吸収し、3人はH.A.M.M.E.R.から装甲車を奪って逃走する。
ローグは最終的に自身の能力を制御できずに混乱している生徒のトランスを発見する。ローグは彼女を落ち着かせ、協力してミズ・マーベルを倒す。

### チャプターII
オズボーンはエマ・フロストをリーダーとする公認のX-MENを結成させる。チームにはフロストの要望によりネイモアが加わる。フロストはオズボーンが変身能力者のミスティークにエグゼビアに化けさせていることを確認する。フロストはH.A.M.M.E.R.公認のチーム（ダークX-MEN）を発表する市民集会を開く。彼らは市民に夜間外出禁止令を出し、それに背いて暴れまわるヘリオン率いるミュータントグループを攻撃する。スコットと残るX-MENはテレビで事態を見届け、次の手を議論する。一方でダークビーストはアルカトラズでH.A.M.M.E.R.のためにミュータントの実験装置を用意し、ビーストへの実験を始める。

### チャプターIII
ダークビーストが使った「オメガマシン」によりマッコイは徐々に蝕まれ、激痛と苦悩に襲われる。別の房からエグゼビアはマッコイにテレパシーで励ましの言葉をかける。一方でオズボーンはオメガマシンの実験結果に満足しておらず、苦痛なくミュータントの能力を除去できるものを作るようダークビーストに要求する。エマとダークX-MENはサンフランシスコの暴動を鎮圧し、ヘリオンの一味を逮捕する。小競り合いの最中、ダケンがアバランチを殺そうとするが、フロストが止めて彼を咎める。一方、サイクロップスは密かにオズボーンと会談し、サンフランシスコからの撤退を要求する。この要求に激怒したオズボーンはサイクロップスを殺すと脅迫する。ダークX-MENが基地に帰還すると未だにダケンの行動に怒るフロストは囚われているミュータントが人道的な扱いを受けているかを確認するためオズボーンとダークビーストに案内させる。フロストの見学中、エグゼビアはオズボーンとダークビーストに認知されないようにテレパシーで彼女に話し掛ける。フロストはエグゼビアを探すが、彼の独房はホログラムによって備品倉庫に見えていた。だがテレパシーで繋がっているフロストはエグゼビアに最善の行動を尽くしていると告げる。同じ頃、ダークX-MENとダークアベンジャーズは口論から喧嘩を始める。サンフランシスコではサイモン・トラスクが人型センチネルを率いてミュータント絶滅に向けて動き出す。

### チャプターIV
サマーズは自身のX-MEN（ミラージュ、ドミノ、ミンディ・カッコー、サイロックなど）にそれぞれの任務を与え、さらにサンフランシスコを襲うバイオ・センチネルに対処するために呼び出されたフロストのチームを観察させる。フロストはバイオ・センチネルたちはトラスクにより感染させられた人間であり、すでに死亡していることを知る。ダニ・ムーンスターはある人物との取引のためにラスベガスへと向かう。オズボーンはサイモン・トラスクに対処させるためにフロストを聖フランシス記念病院に向かわせる。マジックは投獄されたミュータントを救出するためにX-フォースと合流し、一方でサイロックはカヴィータ・ラオ、マディソン・ジェフリーズ、Dr.ネメシスと共に太平洋中に潜り、船を動かす。

### チャプターV
ダニ・ムーンスターがベガスで取引のために会ったのはヘラであり、ニューミュータンツの頃に持っていたバルキリーの力を取り戻すために大剣を要求する。フロストのチームは全てのセンチネルを停止させ、トラスクを捕らえる。それから一週間が経ち、そのあいだにダークX-MENはいくつかの小さな事件を解決する。彼らはオメガマシンでのミュータントへの処置を目撃し、クロークとダガーはチームに疑問を持つ。一方でマディソン・ジェフリーズとサイロックは船を動かす装置のインストールを終える。アルカトラズではハンク・マッコイがパワーを奪われ、ますます衰弱する。ダークビーストが他の実験台を調達しに向かったところ、マジックとX-フォースがテレポートで登場する。X-フォースはウェポン・オメガとダークビーストと戦う。サイクロップスはナイトクローラーとピクシーに仲間たちをチャペルに集めさせ、マジックとピクシーは「家に帰る時間」と言って彼らをテレポートさせる。ダークX-MENはX-フォースと戦うが、その最中にエマ・フロストとネイモアがダケンとミミックを攻撃し、善のチームの一員であることを示す。マジックが全ての囚人を脱出させ、クロークとダガーはネイモア、フロスト、X-フォースに同行する。残ったダークX-MENはオズボーンに事態を説明する。X-クラブが起動させた「船」は海底から浮上し、それはアステロイドMの上に建てられた島であることが明かされる。ミュータントたちはサイクロップスの周りに集まり、彼はこの島がオズボーンとH.A.M.M.E.R.の管轄外であることをテレビで演説する。サイクロップスはさらにX-MENがオズボーンに抗戦することを宣言する。オズボーンはダークアベンジャーズと残りのダークX-MENを集め、ネイモアの首とフロストの心臓とサマーズの目玉を持ってくるように命じる。

### チャプターVI
7日前: ハンクはベッドで寝るサマーズとフロストの前に現れる。彼はX-クラブをしばらく離れ、戻ってきた時に全ての隠し事を明かなければ致命傷になると言う。サマーズは取り乱し、フロストは慰めるが、彼は腹を割って話さなければ受け入れられないと言う。
現在: サイクロップスと残りのX-MENはユートピアを攻撃するダークアベンジャーズとダークX-MENを迎え撃つ。ウォーレンはブルズアイを戦域から連れ去る。ブリン、ネクラ、フレンジーはミス・マーベルに攻撃し、コロッサスはヴェノム、ウルヴァリンとX-23はウェポン・オメガとダケンと戦う。X-クラブはビーストへの報復としてダークビーストを攻撃する。ネイモアはセントリー、サイクロップスはアイアンパトリオット、ヘラとの取引を終えたミラージュはアレス、アイスマンはミミックと戦う。フロストはチャールズのもとへ行き、セントリーを落ち着かせるために彼の頭に入る助けをもらう。作戦は成功するが、ボイドの一部を取り込んでしまったフロストはダイヤモンドの状態を維持しなければならない。何かを認識したセントリーは戦場を去る。ミラージュはアレスを破り、またウェポン・オメガはウルヴァリン、ダケンはアーマー、ピクシー、X-23に敗れる。ミミックは物量によって圧倒される。オズボーンはサイクロップスを倒れ込ませるが、ミス・マーベルから皆殺しにしなければ自分たちは勝てないことを伝えられる。オズボーンは攻撃を止めないように彼女に言うが、立ちはだかる大勢のミュータントとテレビカメラを目の当たりにし、撤退を命じる。サイクロップスはテレビで世界に向けてユートピアはミュータントが危害や迫害から逃れられる安全地帯であることを宣言する。オズボーンも会見を開き、自分のアベンジャーズとX-MENのおかげでミュータントが排除できたという勝利宣言をする。オズボーンはミュータントの戦いは終わり、ユートピアが現在の彼らの監獄であると断言する。
X-MENはユートピアの再構築を始め、より安全な場所を目指す。フロストは島がジェノーシャの再来になることを不安に思うが、サイクロップスは否定する。彼は信念があり、そして一人ではないのでオズボーンに勝てると言う。

## 発売史

### 2009年6月
- Dark Avengers/Uncanny X-Men: Utopia #1

### 2009年7月
- The Uncanny X-Men #513
- Dark X-Men: The Beginning #1
- X-Men Legacy #226
- Dark Avengers #7
- Dark X-Men: The Beginning #2

### 2009年8月
- The Uncanny X-Men #514
- X-Men Legacy #227
- Dark Avengers #8
- Dark X-Men: The Beginning #3

### 2009年9月
- Dark Avengers/Uncanny X-Men: Exodus #1
- Dark X-Men: Confession #1
- Dark Reign: The List - Uncanny X-Men #1

## コレクテッド・エディション
| タイトル                            | 収録内容 | 発売日     | ISBN               |
| ----------------------------------- | --- | ---------- | ------------------ |
| Dark Avengers/Uncanny X-Men: Utopia | Dark Avengers/Uncanny X-Men: Utopia, Dark Avengers/Uncanny X-Men: Exodus, Uncanny X-Me #513-514, Dark Avengers #7-8, Dark X-Men: The Beginning #1-3, X-Men Legacy #226-227 and Dark X-Men: The Confession | 2009年11月 | ISBN 0-7851-4233-9 |
| Dark X-Men: The Beginning           | Dark X-Men: The Beginning #1-3, and X-Men Legacy #226-227 | 発売中止   | ISBN 0-7851-4230-4 |

### 日本語版
日本語版はヴィレッジブックスより、オンライン通信販売限定で発売された。
| タイトル                                       | 収録内容 | 発売日     | 訳者 | ISBN |
| ---------------------------------------------- | --- | ---------- | ---- | ---- |
| アベンジャーズ/X-MEN: ユートピア               | Dark Avengers/Uncanny X-Men: Utopia, Dark Avengers/Uncanny X-Men: Exodus, Uncanny X-Me #513-514, Dark Avengers #7-8 | 2015年11月 |      | N/A  |
| アベンジャーズ/X-MEN: ロード・トゥ・ユートピア | Dark X-Men: The Beginning #1-3, X-Men Legacy #226-227, Dark X-Men: The Confession, Dark Reign: The Cabal            | 2016年3月  |      | N/A  |